# Evarcha carbonaria
Evarcha carbonaria is een spinnensoort in de taxonomische indeling van de springspinnen (Salticidae). De soort werd door Wesolowska in 2012 in het geslacht Evarcha Simon, 1902 geplaatst.
De wetenschappelijke naam van de soort werd voor het eerst geldig gepubliceerd in 1927 door Roger de Lessert.